# Seznam zápasů nizozemské fotbalové reprezentace na MS
Nizozemská fotbalová reprezentace byla celkem 11x na mistrovstvích světa ve fotbale a to v letech 1934, 1938, 1974, 1978, 1990, 1994, 1998, 2006, 2010, 2014 a 2022.
- Aktualizace po MS 2022 – Počet utkání – 53 – Vítězství – 31x – Remízy – 10x – Prohry – 12x

| Číslo | Soupeř              | Výsledek                | MS      | Fáze turnaje                  | Góly Nizozemska                                                                   |
| ----- | ------------------- | ----------------------- | ------- | ----------------------------- | --------------------------------------------------------------------------------- |
| 1.    | Švýcarsko           | 2 – 3                   | MS 1934 | první kolo                    | Kick Smit, Leen Vente                                                             |
| 2.    | Československo      | 0 – 3 (PP)              | MS 1938 | první kolo                    | Ne                                                                                |
| 3.    | Uruguay             | 2 – 0                   | MS 1974 | základní skupina 3            | Johnny Rep (2)                                                                    |
| 4.    | Švédsko             | 0 – 0                   | MS 1974 | základní skupina 3            | Ne                                                                                |
| 5.    | Bulharsko           | 4 – 1                   | MS 1974 | základní skupina 3            | Johan Neeskens (2x z penalty), Johnny Rep, Theo de Jong                           |
| 6.    | Argentina           | 4 – 0                   | MS 1974 | semifinálová fáze - skupina A | Johan Cruijff (2), Ruud Krol, Johnny Rep                                          |
| 7.    | NDR                 | 2 – 0                   | MS 1974 | semifinálová fáze - skupina A | Johan Neeskens, Rob Rensenbrink                                                   |
| 8.    | Brazílie            | 2 – 0                   | MS 1974 | semifinálová fáze - skupina A | Johan Neeskens, Johan Cruijff                                                     |
| 9.    | Německo             | 1 – 2                   | MS 1974 | finále                        | Johan Neeskens (penalta)                                                          |
| 10.   | Írán                | 3 – 0                   | MS 1978 | základní skupina 4            | Rob Rensenbrink (1 + 2 z penalty)                                                 |
| 11.   | Peru                | 0 – 0                   | MS 1978 | základní skupina 4            | Ne                                                                                |
| 12.   | Skotsko             | 2 – 3                   | MS 1978 | základní skupina 4            | Rob Rensenbrink (penalta), Johnny Rep                                             |
| 13.   | Rakousko            | 5 – 1                   | MS 1978 | semifinálová fáze - skupina A | Ernie Brandts, Rob Rensenbrink (penalta) Johnny Rep (2), Willy van de Kerkhof     |
| 14.   | Německo             | 2 – 2                   | MS 1978 | semifinálová fáze – skupina A | Arie Haan, René van de Kerkhof                                                    |
| 15.   | Itálie              | 2 – 1                   | MS 1978 | semifinálová fáze - skupina A | Ernie Brandts, Arie Haan                                                          |
| 16.   | Argentina           | 1 – 3 (PP)              | MS 1978 | finále                        | Dick Nanninga                                                                     |
| 17.   | Egypt               | 1 – 1                   | MS 1990 | základní skupina F            | Wim Kieft                                                                         |
| 18.   | Anglie              | 0 – 0                   | MS 1990 | základní skupina F            | Ne                                                                                |
| 19.   | Irsko               | 1 – 1                   | MS 1990 | základní skupina F            | Ruud Gullit                                                                       |
| 20.   | Saúdská Arábie      | 2 – 1                   | MS 1994 | základní skupina F            | Wim Jonk, Gaston Taument                                                          |
| 21.   | Belgie              | 0 – 1                   | MS 1994 | základní skupina F            | Ne                                                                                |
| 22.   | Maroko              | 2 – 1                   | MS 1994 | základní skupina F            | Dennis Bergkamp, Bryan Roy                                                        |
| 23.   | Irsko               | 2 – 0                   | MS 1994 | osmifinále                    | Dennis Bergkamp, Wim Jonk                                                         |
| 24.   | Brazílie            | 2 – 3                   | MS 1994 | čtvrtfinále                   | Dennis Bergkamp, Aron Winter                                                      |
| 25.   | Belgie              | 0 – 0                   | MS 1998 | základní skupina E            | Ne                                                                                |
| 26.   | Jižní Korea         | 5 – 0                   | MS 1998 | základní skupina E            | Phillip Cocu, Marc Overmars, Dennis Bergkamp Pierre van Hooijdonk, Ronald de Boer |
| 27.   | Mexiko              | 2 – 2                   | MS 1998 | základní skupina E            | Phillip Cocu, Ronald de Boer                                                      |
| 28.   | Jugoslávie          | 2 – 1                   | MS 1998 | osmifinále                    | Dennis Bergkamp, Edgar Davids                                                     |
| 29.   | Argentina           | 2 – 1                   | MS 1998 | čtvrtfinále                   | Patrick Kluivert, Dennis Bergkamp                                                 |
| 30.   | Brazílie            | 1 – 1 (pen. 2 - 4)      | MS 1998 | semifinále                    | Patrick Kluivert penalty: Frank de Boer, Dennis Bergkamp                          |
| 31.   | Srbsko a Černá Hora | 1 – 0                   | MS 2006 | základní skupina C            | Arjen Robben                                                                      |
| 32.   | Pobřeží slonoviny   | 2 – 1                   | MS 2006 | základní skupina C            | Robin van Persie, Ruud van Nistelrooy                                             |
| 33.   | Argentina           | 0 – 0                   | MS 2006 | základní skupina C            | Ne                                                                                |
| 34.   | Portugalsko         | 0 – 1                   | MS 2006 | osmifinále                    | Ne                                                                                |
| 35.   | Dánsko              | 2 – 0                   | MS 2010 | základní skupina              | Daniel Agger (vlastní DEN), Dirk Kuijt                                            |
| 36.   | Japonsko            | 1 – 0                   | MS 2010 | základní skupina              | Wesley Sneijder                                                                   |
| 37.   | Kamerun             | 2 – 1                   | MS 2010 | základní skupina              | Robin van Persie, Klaas-Jan Huntelaar                                             |
| 38.   | Slovensko           | 2 – 1                   | MS 2010 | osmifinále                    | Arjen Robben, Wesley Sneijder                                                     |
| 39.   | Brazílie            | 2 – 1                   | MS 2010 | čtvrtfinále                   | Wesley Sneijder (2)                                                               |
| 40.   | Uruguay             | 3 – 2                   | MS 2010 | semifinále                    | Giovanni van Bronckhorst, Wesley Sneijder, Arjen Robben                           |
| 41.   | Španělsko           | 0 – 1 (PP)              | MS 2010 | finále                        | Ne                                                                                |
| 42.   | Španělsko           | 5 – 1                   | MS 2014 | základní skupina B            | Robin van Persie (2), Arjen Robben (2), Stefan de Vrij                            |
| 43.   | Austrálie           | 3 – 2                   | MS 2014 | základní skupina B            | Arjen Robben, Robin van Persie, Memphis Depay                                     |
| 44.   | Chile               | 2 – 0                   | MS 2014 | základní skupina B            | Memphis Depay, Leroy Fer                                                          |
| 45.   | Mexiko              | 2 – 1                   | MS 2014 | osmifinále                    | Wesley Sneijder, Klaas-Jan Huntelaar (penalta)                                    |
| 46.   | Kostarika           | 0 – 0 (PP) (pen. 4 - 3) | MS 2014 | čtvrtfinále                   | penalty: Robin van Persie, Arjen Robben, Wesley Sneijder, Dirk Kuijt              |
| 47.   | Argentina           | 0 – 0 (PP) (pen. 2 - 4) | MS 2014 | semifinále                    | penalty: Arjen Robben, Dirk Kuijt                                                 |
| 48.   | Brazílie            | 3 – 0                   | MS 2014 | o 3. místo                    | Robin van Persie (penalta), Daley Blind, Georginio Wijnaldum                      |
| 49.   | Senegal             | 2 – 0                   | MS 2022 | základní skupina A            | Cody Gakpo, Davy Klaassen                                                         |
| 50.   | Ekvádor             | 1 – 1                   | MS 2022 | základní skupina A            | Cody Gakpo                                                                        |
| 51.   | Katar               | 2 – 0                   | MS 2022 | základní skupina A            | Cody Gakpo, Frenkie de Jong                                                       |
| 52.   | USA                 | 3 – 1                   | MS 2022 | osmifinále                    | Memphis Depay, Daley Blind, Denzel Dumfries                                       |
| 53.   | Argentina           | 2 – 2 (PP) (pen. 3 - 4) | MS 2022 | čtvrtfinále                   | Virgil van Dijk Steven Berghuis Teun Koopmeiners Wout Weghorst Luuk de Jong       |